# Serhij Kurtschenko
Serhij Witalijowytsch  Kurtschenko (* 21. September 1985 in Charkiw, Ukrainische SSR) ist ein ukrainischer Unternehmer und Sportfunktionär. Seit Dezember 2012 ist er Präsident des Fußballvereins Metalist Charkiw.
Kurtschenko wurde in Charkiw geboren und studierte zunächst an der Technischen Universität, später auch an der Juristischen Akademie seiner Heimatstadt.
Seine Karriere als Geschäftsmann begann Kurtschenko bei der Firma Ekspogas. 2008 stieg die Firma in großem Maßstab in den Handel mit Flüssiggas ein. Heute kontrolliert die VETEK-Gruppe, deren Gründer und Aufsichtsratsvorsitzender er ist, ca. 80 Prozent des ukrainischen Marktes für Flüssiggas.
Im Jahr 2012 erwarb VETEK den Fußballverein Metalist Charkiw vom damaligen Präsidenten Oleksandr Jaroslawskyj zu einem unbekannten Kaufpreis. Der bis dahin weitgehend unbekannte Kurtschenko wurde Präsident des Vereins.
Die ukrainische Ausgabe des Magazines Forbes hatte im Dezember 2012 einen kritischen Artikel über Kurtschenko veröffentlicht. 2013 erwarb VETEK die Verlagsgruppe Ukrainian Media Holding, zu der auch Forbes gehört. Während er selbst einen Kaufpreis von 170 Millionen US-Dollar angab, wurde in verschiedenen ukrainischen Medien ein Kaufpreis von 400 Millionen Dollar genannt. Nach der Übernahme der Verlagsgruppe kam es zu Kündigungen von mehreren Redakteuren von Forbes, die Zensurversuche des neuen Eigentümers beklagten.
In der von der Zeitschrift Korrespondent jedes Jahr veröffentlichten  Liste der 100 reichsten Ukrainer belegte Kurtschenko 2013 mit einem Vermögen von 2,4 Milliarden US-Dollar den 7. Rang.
Kurtschenko wurden gute Beziehungen zur Familie des damaligen ukrainischen Präsidenten Wiktor Janukowytsch nachgesagt, insbesondere sei er ein Freund von Oleksandr Janukowytsch. Kurtschenko bestritt diese Verbindungen und betonte, er habe seine Karriere aus eigener Kraft absolviert.
Am 6. März 2014 hat der Rat der Europäischen Union in Brüssel mit der Verordnung 208/2014 restriktive Maßnahmen gegen Serhij Kurtschenko verhängt. Begründet wird dies mit der strafrechtlichen Verfolgung von Kurtschenko zur Untersuchung von Straftaten im Zusammenhang mit der Veruntreuung öffentlicher Gelder der Ukraine und des illegalen Transfers dieser Gelder in das Ausland. Medienberichten zufolge, soll sich Kurtschenko nach dem Sturz von Janukowytsch nach Moskau abgesetzt haben.